# Have One on Me
Have One on Me è il terzo album discografico della cantautrice statunitense Joanna Newsom, pubblicato nel febbraio 2010 dalla Drag City.
L'album racconta della relazione tra la cantante e il futuro marito Andy Samberg, che in quegli anni vivevano lei in California e lui a New York, e molte canzoni fanno cenno all'aborto che si suppone la Newsom abbia subito.

## Il disco
Si tratta di un triplo CD prodotto dalla stessa Newsom con la collaborazione al missaggio di Jim O'Rourke e Noah Georgeson e con l'accompagnamento per gli arrangiamenti di Ryan Francesconi.
Oltre all'arpa, strumento prediletto dalla Newsom, vengono utilizzati altri strumenti come pianoforte, tambura, clavicembalo e kaval. La produzione spazia dal blues e dal jazz di alcune tracce all'indie folk di altre, in cui sono inserite chitarre elettriche e batteria.
Il titolo e la data di pubblicazione sono stati annunciati nel gennaio 2010.

## Critica
| Recensione       | Giudizio |
| ---------------- | -------- |
| AllMusic         |          |
| Drowned in Sound |          |
| Mojo             |          |
| NME              |          |
| Pitchfork        |          |

Il disco ha ricevuto in gran parte critiche positive ed hanno permesso alla Newsom di essere accostata a grandi artiste com Judee Sill, Joni Mitchell, Laura Nyro, Rickie Lee Jones e Kate Bush.
Il disco inoltre è stato inserito al primo posto della classifica dei migliori album del 2010 secondo About, The Observer, Uncut.
È stato in nomination ai Mojo Award nella categoria "Best album".

## Tracce
CD 1
1. Easy – 6:03
2. Have One On Me – 11:02
3. '81 – 3:51
4. Good Intentions Paving Co. – 7:01
5. No Provenance – 6:25
6. Baby Birch – 9:30

CD 2
1. On a Good Day – 1:48
2. You and Me, Bess – 7:12
3. In California – 8:41
4. Jackrabbits – 4:23
5. Go Long – 8:02
6. Occident – 5:37

CD 3
1. Soft as Chalk – 6:29
2. Esme – 7:56
3. Autumn – 8:01
4. Ribbon Bows – 6:10
5. Kingfisher – 9:11
6. Does Not Suffice – 6:44

## Formazione
- Joanna Newsom - arpa, piano, voce
- Alex Camphouse - corno
- Dan Cantrell - piano, organo, clavicembalo
- Patrick Cress - clarinetto
- Ryan Francesconi - tambura, kaval, chitarra acustica, chitarra elettrica, basso elettrico, banjo, mandolino
- Sascha Groschang - violoncello
- Djeina Haruta - viola
- Shawn Jones - fagotto
- Shira Kammen - vielle, rebec
- Dan Koretzky - timpani
- Katie Kresek - violino
- Judith Linsenberg - recorder
- Kane Mathis - kora

- Greg Moore - cori
- Thom Moore - cori
- Neal Morgan - batteria, percussioni, timpani, cori
- David Morris - viola da Gamba
- Yeolim Nam - violino
- Eric Oberthaler - tomba, corno
- Philip Payton - violino
- Laura Reynolds - oboe
- Andrew Roitstein - contrabbasso
- Phaedon Sinis - flauto, tarhu, kemence
- Lily Storm - cori
- Andrew Strain - trombone